# Alpi dell'Ennstal
Le Alpi dell'Ennstal (in tedesco Ennstaler Alpen) sono una sottosezione delle Alpi Settentrionali di Stiria. La vetta più alta è l'Hochtor che raggiunge i 2.369 m s.l.m..
Si trovano in Austria (Stiria e Alta Austria) e prendono il nome dalla Ennstal, valle del fiume Enns.

## Classificazione

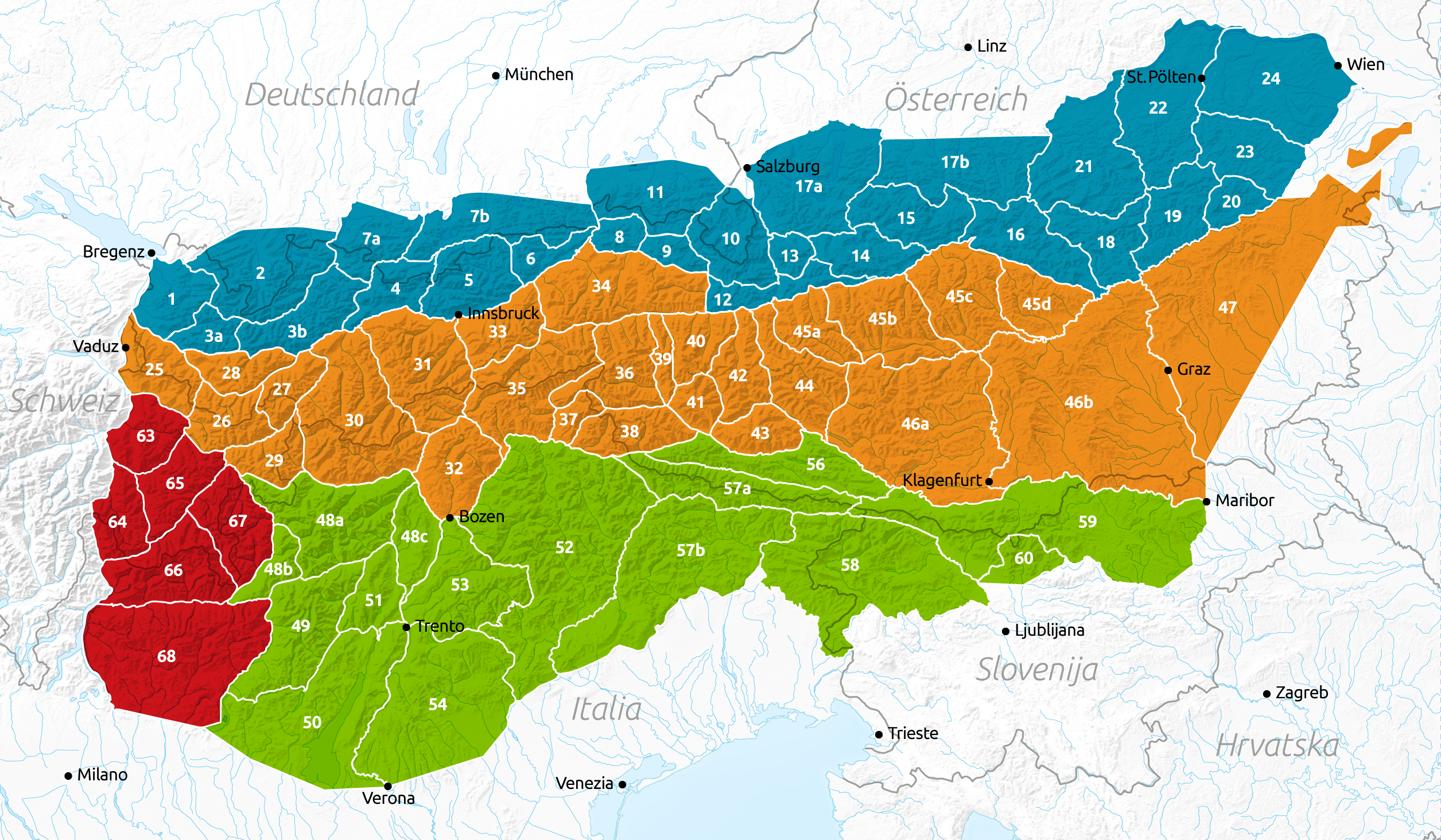
Le Alpi di Ennstal secondo l'AVE sono individuate dal numero 16.

Secondo la SOIUSA le Alpi dell'Ennstal sono una sottosezione alpina con la seguente classificazione:
- Grande Parte = Alpi Orientali
- Grande Settore = Alpi Nord-orientali
- Sezione = Alpi Settentrionali di Stiria
- Sottosezione = Alpi dell'Ennstal
- Codice = II/B-26.I

Secondo l'AVE costituiscono il gruppo n. 16 di 75 nelle Alpi Orientali.

## Delimitazioni
Confinano:
- a nord con le Prealpi dell'Alta Austria (nelle Alpi del Salzkammergut e dell'Alta Austria);
- a nord-est prima con le Alpi dell'Ybbstal (nelle Alpi della Bassa Austria) e separate dal corso del fiume Enns;
- a nord-est poi con le Alpi Nord-orientali di Stiria (nella stessa sezione alpina);
- a sud-est con le Prealpi nord-occidentali di Stiria (nelle Prealpi di Stiria e separate dal corso del fiume Mura;
- a sud-ovest prima con i Tauri di Seckau (nelle Alpi dei Tauri orientali) e separate dallo Schoberpaß;
- a sud-ovest poi con i Tauri di Wölz e di Rottenmann (nelle Alpi dei Tauri orientali);
- ad ovest con i Monti Totes (nelle Alpi del Salzkammergut e dell'Alta Austria) e separate dal Pyhrnpaß.

## Suddivisione
Si suddividono in tre supergruppi, undici gruppi e tredici sottogruppi:
- Haller Mauern (A)
  - Gruppo del Pyhrgas (A.1)
    - Massiccio del Bosruck (A.1.a)
    - Costiera del Pyhrgas (A.1.b)

  - Gruppo del Bärenkarmauer (A.2)
    - Costiera del Bärenkarmauer (A.2.a)
    - Costiera del Grabnerstein (A.2.b)
- Gesäuse (B)
  - Gruppo del Buchstein (B.3)
    - Massiccio del Großer Buchstein (B.3.a)
    - Costiera del Kleiner Buchstein (B.3.b)
    - Massiccio del Tamischbachturm (B.3.c)

  - Gruppo Zinödl-Lugauer (B.4)
    - Gruppo del Lugauer (B.4.a)
    - Gruppo dello Zinödl (B.4.b)

  - Gruppo dell'Hochtor (B.5)
    - Costiera Hochtor-Roßkuppe (B.5.a)
      - Massiccio dell'Hochtor (B.5.a/a)
      - Cresta Roßkuppe-Planspitze (B.5.a/b)

    - Costiera Haindlkarturm-Ödstein (B.5.b)

  - Gruppo dell'Admonter Reichenstein (B.6)
    - Massiccio dell'Admonter Reichenstein (B.6.a)
    - Massiccio dello Sparafel (B.6.b)
- Alpi dell'Eisenerz (C)
  - Gruppo dello Zeiritzkampel (C.7)
  - Gruppo dell'Eisenerzer Reichenstein (C.8)
  - Gruppo Hochkogel-Kaiserschild (C.9)
  - Gruppo del Gößeck (C.10)
  - Gruppo Lahnganglogel-Dürrenschöberl (C.11)

## Vette principali

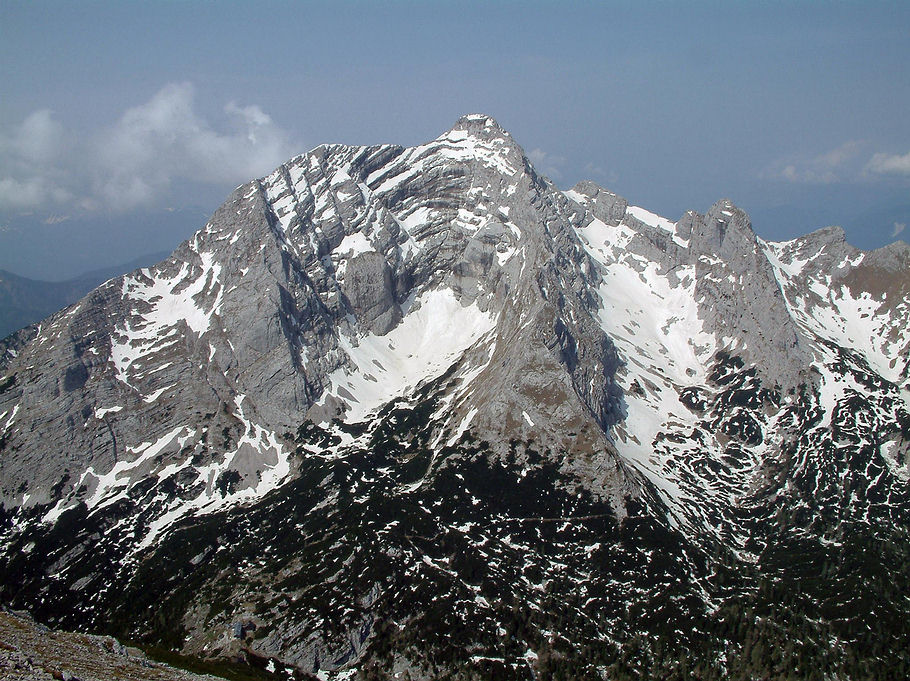
L'Hochtor visto da ovest.

- Hochtor, 2369 m
- Großer Ödstein, 2335 m
- Admonter Reichenstein, 2251 m
- Sparafeld, 2247 m
- Großer Pyhrgas, 2244 m
- Haindlkarturm, 2238 m
- Großer Buchstein, 2224 m
- Lugauer, 2217 m
- Gösseck, 2214 m
- Hochzinödl, 2191 m
- Eisenerzer Reichenstein, 2165 m
- Rosskuppe, 2152 m
- Zeiritzkampel, 2125 m
- Planspitze, 2117 m
- Kaiserschild, 2085 m
- Erzberg, 1466 m